# Зирянськ
Зирянськ (рос. Зырянск) — село Прибайкальського району, Бурятії Росії. Входить до складу Сільського поселення Зирянського.
Населення —  661 особа (2015 рік). 